# فیلم‌شناسی توبی مگوایر
توبی مگوایر بازیگر و تهیه‌کننده آمریکایی است. او برای بازی در نقش پیتر پارکر / مرد عنکبوتی در سه‌گانه مرد عنکبوتی که توسط سام ریمی کارگردانی شده بود شهرت بین‌المللی به دست آورد. او در سال ۲۰۰۳ برای بازی در مرد عنکبوتی نامزد دریافت جایزه ساترن برای بهترین بازیگر مرد شد، اما وی به رابین ویلیامز برای بازی در فیلم عکس یک ساعته باخت و در سال ۲۰۰۵ برای بازی در مرد عنکبوتی ۲ این جایزه را دریافت کرد. او همچنین برای بازی در فیلم‌های برادران، گتسبی بزرگ، سی بیسکویت و قوانین خانه سایدر شناخته شده‌است. او همچنین در فیلم‌های گربه‌ها و سگ‌ها و بچه رئیس صداپیشگی کرده‌است.

## فیلم

### به عنوان بازیگر
| سال  | عنوان                          | نقش                          | یادداشت                              |
| ---- | ------------------------------ | ---------------------------- | ------------------------------------ |
| ۱۹۸۹ | جادوگر                         | گون لوکاس در ویدیو آرماگدون  | بی‌اعتبار                             |
| ۱۹۹۳ | زندگی این پسر                  | چاک بولگر                    |                                      |
| ۱۹۹۴ | انتقام بارون سرخ               | جیمی اسپنسر                  |                                      |
| ۱۹۹۴ | اس.اف.دبلیو                    | ال                           |                                      |
| ۱۹۹۴ | شفا دهنده                      | نوجوان                       |                                      |
| ۱۹۹۷ | طوفان یخ                       | پل هود                       |                                      |
| ۱۹۹۷ | ساختارشکنی هری                 | هاروی استرن                  |                                      |
| ۱۹۹۷ | جوراید                         | JT                           |                                      |
| ۱۹۹۸ | ترس و نفرت در لاس وگاس         | هیچیکر                       |                                      |
| ۱۹۹۸ | پلیزنتویل                      | دیوید                        |                                      |
| ۱۹۹۹ | قوانین خانه سایدر              | هومر ولز                     |                                      |
| ۱۹۹۹ | سواری با شیطان                 | جیک رودل                     |                                      |
| ۲۰۰۰ | پسران شگفت‌انگیز                | جیمز لیر                     |                                      |
| ۲۰۰۱ | آلوی دان                       | ایان                         |                                      |
| ۲۰۰۱ | گربه‌ها و سگ‌ها                  | لو بیگل                      | صداپیشه                              |
| ۲۰۰۲ | مرد عنکبوتی                    | پیتر پارکر / مرد عنکبوتی     |                                      |
| ۲۰۰۳ | سی بیسکویت                     | پولارد قرمز                  | همچنین تهیه‌کننده اجرایی              |
| ۲۰۰۴ | مرد عنکبوتی ۲                  | پیتر پارکر / مرد عنکبوتی     |                                      |
| ۲۰۰۶ | آلمانی خوب                     | سرجوخه پاتریک تالی           |                                      |
| ۲۰۰۷ | مرد عنکبوتی ۳                  | پیتر پارکر / مرد عنکبوتی     |                                      |
| ۲۰۰۸ | تندر استوایی                   | خودش                         | کامئو                                |
| ۲۰۰۹ | برادران                        | کاپیتان سام کیهیل            |                                      |
| ۲۰۱۱ | جزئیات                         | جف لانگ                      |                                      |
| ۲۰۱۳ | گتسبی بزرگ                     | نیک کاراوی                   |                                      |
| ۲۰۱۳ | روز کارگر                      | هنری ویلر بزرگسال            |                                      |
| ۲۰۱۴ | قربانی پیاده                   | بابی فیشر                    | همچنین تهیه‌کننده                     |
| ۲۰۱۷ | بچه رئیس                       | بزرگسالان تیم تمپلتون / راوی | صداپیشه                              |
| ۲۰۲۱ | مرد عنکبوتی: راهی به خانه نیست | پیتر پارکر / مرد عنکبوتی     |                                      |
| ۲۰۲۲ | بابیلون                        | TBA                          | پس از تولید، همچنین تهیه‌کننده اجرایی |

### به عنوان تهیه‌کننده
| سال  | عنوان                  | اعتبار           |
| ---- | ---------------------- | ---------------- |
| ۲۰۰۲ | ساعت ۲۵                | تهیه‌کننده        |
| ۲۰۰۳ | سی بیسکویت             | تهیه‌کننده اجرایی |
| ۲۰۱۱ | قدرت موسیقی کانتری     | تهیه‌کننده        |
| ۲۰۱۱ | در جستجوی عدالت        | تهیه‌کننده        |
| ۲۰۱۲ | دوران راک              | تهیه‌کننده        |
| ۲۰۱۴ | مردم خوب               | تهیه‌کننده        |
| ۲۰۱۴ | قربانی پیاده           | تهیه‌کننده        |
| ۲۰۱۵ | Z مثل زکریا            | تهیه‌کننده        |
| ۲۰۱۶ | موج پنجم               | تهیه‌کننده        |
| ۲۰۱۹ | بریتنی یک ماراتن می‌دود | تهیه‌کننده        |
| ۲۰۱۹ | به دنبال جایزه دوک!    | تهیه‌کننده        |
| ۲۰۱۹ | بهترین دشمنان          | تهیه‌کننده        |
| ۲۰۲۰ | قلب خشن                | تهیه‌کننده        |
| ۲۰۲۱ | هیچ‌کس                  | تهیه‌کننده اجرایی |
| ۲۰۲۲ | بابیلون                | تهیه‌کننده اجرایی |

## تلویزیون
| سال  | عنوان                                      | نقش           | یادداشت                         |
| ---- | ------------------------------------------ | ------------- | ------------------------------- |
| ۱۹۸۹ | رادنی دنجرفیلد: شب افتتاحیه در رادنی       | پسر شماره ۳   | فیلم تلویزیونی                  |
| ۱۹۹۰ | داستان‌هایی از اوپ: دلقک کلاس هات راد براون | هات راد براون | فیلم تلویزیونی                  |
| ۱۹۹۰ | اول و دهم                                  | چاد           | قسمت: "اگر فوتبال بازی نمی‌کردم" |
| ۱۹۹۰ | شکوفه - گل                                 | پسر بی‌نام     | قسمت: "سکس، دروغ، و نوجوانان"   |
| ۱۹۹۱ | وهم انگیز، ایندیانا                        | تریپ مک کانل  | قسمت: "نامه مرده"               |
| ۱۹۹۱ | روزان                                      | جف            | قسمت: "روز ولنتاین"             |
| ۱۹۹۲ | بچه‌های وحشی و دیوانه                       | خودش          | تبلیغاتی برای اسکات بزرگ!       |
| ۱۹۹۲ | اسکات بزرگ!                                | اسکات ملرود   | ۱۳ قسمت                         |
| ۱۹۹۴ | واکر، تگزاس رنجر                           | دوان پارسونز  | قسمت: "پسر ولگرد"               |
| ۱۹۹۴ | غنایم جنگی                                 | مارتین        | فیلم تلویزیونی                  |
| ۱۹۹۴ | فریاد یک کودک برای کمک                     | پیتر لایولی   | فیلم تلویزیونی                  |
| ۱۹۹۶ | اغوا شده توسط جنون                         | چاک بورچارت   | فیلم تلویزیونی                  |
| ۱۹۹۶ | دوک گرو                                    | ریچ کوپر      | فیلم تلویزیونی                  |
| ۲۰۰۰ | شنبه شب زنده                               | خودش / میزبان | قسمت: "توبی مگوایر / سیسکو "    |
| ۲۰۱۴ | غنایم بابل                                 | دوون          | ۶ قسمت؛ همچنین تهیه‌کننده        |
| TBA  | برون یابی‌ها                                | نیک           | سریال‌های آینده                  |

## بازی‌های ویدیویی
| سال  | عنوان         | نقش                            |
| ---- | ------------- | ------------------------------ |
| ۲۰۰۲ | مرد عنکبوتی   | پیتر پارکر / مرد عنکبوتی (صدا) |
| ۲۰۰۴ | مرد عنکبوتی ۲ | پیتر پارکر / مرد عنکبوتی (صدا) |
| ۲۰۰۷ | مرد عنکبوتی ۳ | پیتر پارکر / مرد عنکبوتی (صدا) |